# The Beatles’ Ballads
The Beatles’ Ballads (с англ. — «Баллады The Beatles») — альбом-компиляция, включающий набор песен-баллад в исполнении группы The Beatles. Диск не выпускался в США, но был выпущен в Великобритании, Новой Зеландии, Германии, Италии, Индии и Австралии. В Австралии альбом стал грандиозным хитом, удерживая в чартах в течение семи недель 1-е место.

## Об альбоме
Обложка альбома была создана художником «Патриком» Джоном Бирном (англ. "Patrick" (John Byrne)) в 1968 как возможный вариант обложки для альбома The Beatles (известного также как «White Album», «Белый альбом»). Его стиль и концепция, видимо, должна поддерживать оригинальное рабочее название «Белого альбома» A Doll’s House («Кукольный дом»).
Альбом был также издан в 1985 на LP и кассетах лейблом EMI-ODEON в Бразилии, с использованием идентичного оформления задней и передней сторон обложки.
Альбом никогда официально не был издан на CD-диске.

## Список композиций
Все песни написаны Джоном Ленноном и Полом Маккартни, за исключением отмеченных особенно.
Несмотря на общую длительность этого винилового издания почти в час, альбом был доступен только в виде одиночного LP-диска, а не двойного альбома, как иногда предполагается.

Для некоторых треков, как например «Norwegian Wood», EMI Records не использовало миксы, изданные в оригинальных альбомах или в качестве синглов.
| №   | Название                               | Примечания | Длительность |
| --- | -------------------------------------- | --- | ------------ |
| 1.  | «Yesterday»                            | | 2:02         |
| 2.  | «Norwegian Wood (This Bird Has Flown)» | | 2:01         |
| 3.  | «Do You Want to Know a Secret»         | | 1:55         |
| 4.  | «For No One»                           | | 1:57         |
| 5.  | «Michelle»                             | | 2:40         |
| 6.  | «Nowhere Man»                          | | 2:41         |
| 7.  | «You’ve Got to Hide Your Love Away»    | | 2:06         |
| 8.  | «Across the Universe»                  | «Wildlife» версия из британского благотворительного альбома No One's Gonna Change Our World, записанного в исполнении различных артистов | 3:43         |
| 9.  | «All My Loving»                        | | 2:05         |
| 10. | «Hey Jude»                             | | 7:05         |

| №   | Название                     | Автор(ы)         | Длительность |
| --- | ---------------------------- | ---------------- | ------------ |
| 11. | «Something»                  | Харрисон         | 2:59         |
| 12. | «The Fool on the Hill»       |                  | 2:55         |
| 13. | «Till There Was You»         | Meredith Willson | 2:11         |
| 14. | «The Long and Winding Road»  |                  | 3:35         |
| 15. | «Here Comes the Sun»         | Харрисон         | 3:03         |
| 16. | «Blackbird»                  |                  | 2:19         |
| 17. | «And I Love Her»             |                  | 2:28         |
| 18. | «She’s Leaving Home»         |                  | 3:35         |
| 19. | «Here, There and Everywhere» |                  | 2:21         |
| 20. | «Let It Be»                  |                  | 3:47         |

## Позиции в чартах
| Год  | Чарт                                      | Позиция |
| ---- | ----------------------------------------- | ------- |
| 1981 | Australian Kent Music Report Albums Chart | 1       |